# Liste der 999 Frauen des Heritage Floor/Kali
Diese Liste beschreibt das Gedeck für Kali auf dem Tisch der Kunstinstallation The Dinner Party von Judy Chicago. Sie ist Teil der Liste der 999 Frauen des Heritage Floor, die den jeweiligen Gedecken auf dem Tisch zugeordnet sind. Die Namen der 999 Frauen befinden sich auf den Kacheln des Heritage Floor, der unterhalb des Tisches angeordnet, zur Kunstinstallation gehört.

## Beschreibung
Die Installation besteht aus einem dreiseitigen Tisch, an dem jeweils 13 historische oder mythologische Persönlichkeiten, somit insgesamt 39 Personen, von der Urgeschichte bis zur Frauenrechtsbewegung Platz finden. Diesen Personen wurde am Tisch jeweils ein Gedeck bestehend aus einem individuell gestalteten Tischläufer, einem individuell gestalteten Teller sowie einem Kelch, Messer, Gabel, Löffel und einer Serviette zugeordnet. Die erste Seite des Tisches widmet sich der Urgeschichte bis zur Römischen Kaiserzeit, die zweite der Christianisierung bis zur Reformation und die dritte von der Amerikanischen Revolution bis zur Frauenbewegung. Jedem Gedeck auf dem Tisch sind weitere Persönlichkeiten zugeordnet, die auf den Fliesen des Heritage Floor, der den Raum unter dem Tisch und die Mitte des Raumes zwischen den Seiten des Tisches einnimmt, einen Eintrag erhalten haben. Diese Liste erfasst die Persönlichkeiten, die dem Gedeck der Kali zugeordnet sind. Ihr Platz befindet sich an der ersten Tischseite.

### Hinweise
Zusätzlich zu den Namen, wie sie in der deutschen Transkription oder im wissenschaftlichen Sprachgebrauch benutzt werden, wird in der Liste die Schreibweise aufgeführt, die von Judy Chicago auf den Kacheln gewählt wurde.
Die Angaben zu den Frauen, die noch keinen Artikel in der deutschsprachigen Wikipedia haben, sind durch die unter Bemerkungen angeführten Einzelnachweise referenziert. Sollten einzelne Angaben in der Tabelle nicht über die Hauptartikel referenziert sein, so sind an der entsprechenden Stelle zusätzliche Einzelnachweise angegeben. Bei Abweichungen zwischen belegten Angaben in Wikipedia-Artikeln und den Beschreibungen des Kunstwerks auf der Seite des Brooklyn Museums wird darauf zusätzlich unter Bemerkungen hingewiesen.

### Gedeck für Kali

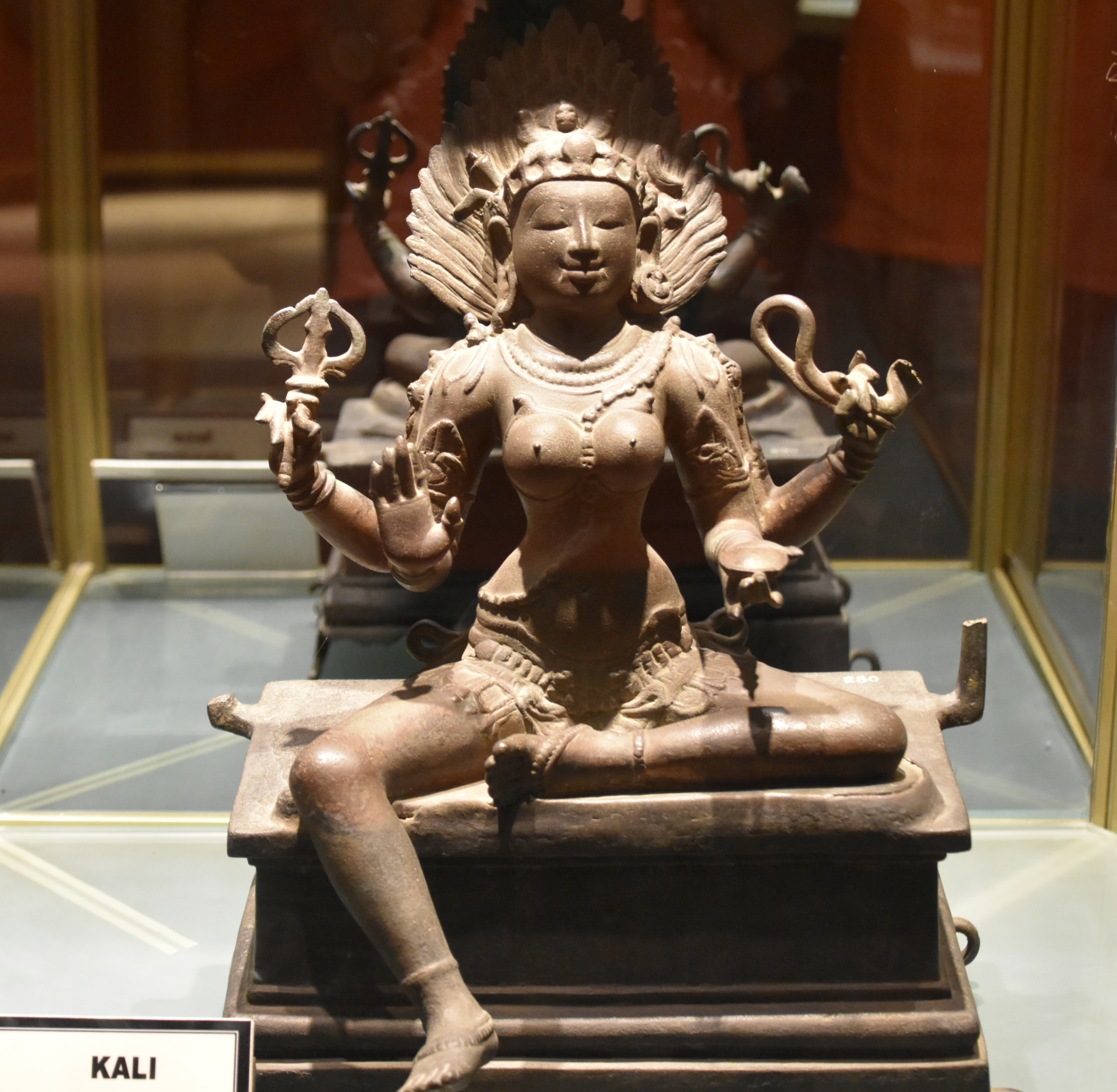
Kali, Chola-Bronze, 10. Jahrhundert, Government Museum, Chennai

Im Hinduismus ist Kali die Göttin des Todes und der Zerstörung, aber auch der Erneuerung. Ihre Bedeutung in der indischen Mythologie ist die Verkörperung des Zornes der Durga. Durga ist die Göttin der Vollkommenheit, die auch weitere Formen annehmen kann. Kali ist aus ihrer Stirn entsprungen und soll danach das Weltall mit ihrem schrecklichen Brüllen erfüllt haben. Kali gilt im Volksglauben der Hindu als eine der wenigen Göttinnen, die Wünsche erfüllen können.
In der Kunstinstallation „The Dinner Party“ ist Kali ein Gedeck gewidmet und es wird zu ihr ausgeführt, dass die Wurzeln ihrer Verehrung im ostindischen Glaubenssystem liegen. Erwähnungen reichen zurück bis ins erste Jahrtausend v. Chr. Ihre Entstehung wird auch im Devi Mahatmya beschrieben. Kali ist die bedeutendste Manifestation der hinduistischen Muttergöttin Durga. Sie wird gleichzeitig gefürchtet und verehrt und die gegensätzlichen Kräfte Zerstörung und Tod sowie Schöpfung und Erlösung, die sie repräsentiert, charakterisieren sie sowohl als bösartig als auch als pflegend. Sie steht für die Unvermeidlichkeit des Todes, fördert die Akzeptanz und zerstreut Ängste. Als Göttin steht sie für die Fruchtbarkeit, sie ist auch die Göttin der Zeit und Beschützerin, die bei Katastrophen und Epidemien in Anspruch genommen wird. Sie repräsentiert die Zyklen der Natur und könnte als Schöpferin interpretiert werden, die das Leben nimmt, um neues Leben zu schenken. Gleichzeitig ist sie eine Zerstörerin, die tötet, was der menschlichen Reinheit und dem Frieden in Leben und Tod im Wege steht, wie das Böse, die Unwissenheit und der Egoismus.
Ihr Tischläufer trägt als Umrandung wellenförmige Strukturen aus leuchtenden und schillernden Stoffen, die mit weiß schimmernden Stoffen überzogen wurden, um einen Perlglanzeffekt zu erzielen. Damit soll auf die abgehäutete Haut einer menschlichen Leiche angespielt werden, als direkte Evokation von Kalis Kraft und ihrer Rolle in Bezug auf den Tod. Die im vorderen Teil des Läufers züngelnden Wellen stellen einen Bezug zu der mehrarmigen Manifestation von Kali her. Auf der Rückseite des Läufes münden sie in einer mundähnlichen Öffnung, einem „klaffenden Schlund“, wie Chicago es beschreibt. Durch die abstrakte Darstellung werden Kalis Kräfte eher als regenerierend statt als grauenhaft dargestellt. Kalis Teller ist im Zentrum mit Kernen bemalt, die mit Samenformen gefüllt sind. Sie symbolisieren Fruchtbarkeit und verweisen auf Kalis Verbundenheit mit den Zyklen der Natur. Der Teller ist in tiefen Rot-, Purpur- und Brauntönen bemalt. Vom Bild im Zentrum weisen fingerartige Auswüchse an den Rand des Tellers, diese sind auch im initialen Buchstaben „K“ eingenäht. Die Farben sollen den Betrachter daran erinnern, dass die Göttin das Blut von Dämonen trinkt. Die rippenartigen vertikalen Bänder auf der Platte erinnern an ihre anthropomorphe Form, die typischerweise als mit hervorstehenden Rippen abgemagert dargestellt wird.
| Name      | Schreibweise auf der Kachel | Geburtsdatum | kulturräumliche Zuordnung | Bemerkungen | Bild |
| --------- | --------------------------- | ------------ | ------------------------- | --- | ---- |
| Alukah    | Alukah                      | N/A          | Mesopotamien              | Succubus oder Vampir, vielleicht mit Lilith verwandt. Wird im Buch der Sprichwörter erwähnt. |      |
| Arianrhod | Arianrhod                   | N/A          | Keltische Mythologie      | Eine Nachfahrin von Don, der Muttergöttin. Sie ist ein Hauptcharakter in dem epischen Gedicht „Der Mabinogion“. |      |
| Coatlicue | Coatlicue                   | N/A          | Aztekische Mythologie     | Aztekische Göttin des Lebens und des Todes. Mythologisch repräsentiert die Göttin eine triadische Vereinigung: Sie wird als Mutter, Schwester und auch als Gemahlin des Sonnengottes gesehen.                                 |      |
| Ereškigal | Ereshkigal                  | N/A          | Sumerische Mythologie     | Oberste sumerische Schlangengöttin, die ihren Status einer Ur-Gottheit bei der Weltschöpfung später mit der Unterwelt Kurnugia wechselt.                                                                                      |      |
| Erinnyen  | The Furies                  | N/A          | Griechische Mythologie    | Bei den Griechen auch als Maniai, „die Rasenden“, später als Eumeniden, bei den Römern als Furien bezeichnet – sind die Erinnyen in der griechischen Mythologie drei Rachegöttinnen.                                          |      |
| Hekate    | Hecate                      | N/A          | Griechische Mythologie    | In der griechischen Mythologie die Göttin der Magie, der Theurgie, der Nekromantie. Sie ist die Göttin der Wegkreuzungen, Schwellen und Übergänge, die Wächterin der Tore zwischen den Welten.                                |      |
| Hel       | Hel                         | N/A          | Nordische Mythologie      | Herrscherin der gleichnamigen Unterwelt, auch Helheim genannt. |      |
| Irkalla   | Irkalla                     | N/A          | Mesopotamische Religion   | Beiname und Wohnort der Unterwelts-Göttin Ereškigal und von Namtaru. |      |
| Morrígan  | Morrigan                    | N/A          | Keltische Mythologie      | Figur der keltischen Mythologie Irlands, eine anderweltliche Frauengestalt, eng verbunden mit Krieg, Kampf und Sexualität. |      |
| Nephthys  | Nephthys                    | N/A          | Ägyptische Mythologie     | Geburts- und Totengöttin in der ägyptischen Mythologie, die in ihrer Erscheinung auch die Göttin Nut repräsentiert. In den Pyramidentexten galt sie als „Göttin des Südens“.                                                  |      |
| Nornen    | The Norns                   | N/A          | Nordische Mythologie      | Schicksalsbestimmende weibliche Wesen, von denen einige von Göttern, andere von Zwergen oder Elfen abstammen sollen. |      |
| Rhiannon  | Rhiannon                    | N/A          | Keltische Mythologie      | Möglicherweise Pferdegöttin. Ihre Geschichte wird im ersten und dritten Zweig des Mabinogion, einer walisischen Sammlung von mittelalterlichen Erzählungen, wiedergegeben.                                                    |      |
| Tuchulcha | Tuchulcha                   | N/A          | Etruskische Religion      | Dämon der Unterwelt meist männlichen Geschlechts. Die Bezeichnung wird in der Überlieferung jedoch auch als Gattungsbezeichnung genutzt, womit Schwankungen der Geschlechtlichkeit des Dämons in der Darstellung einhergehen. |      |
| Walküre   | The Valkyries               | N/A          | Nordische Mythologie      | Geistwesen aus dem Gefolge des Göttervaters Odin. Die Walküren haben die Möglichkeit der Schicksalsfügung. Sie wählen die auf dem Schlachtfeld verstorbenen Einherjer aus, um sie nach Walhall zu führen.                     |      |

Einzelnachweise
1. ↑  Brooklyn Museum: Kali. In: brooklynmuseum.org. Abgerufen am 1. Oktober 2019.